# Valeriya Ivanenko
Valeriya Ivanenko (16 de agosto de 2001) es una deportista de Ucrania que compite en atletismo. Ganó una medalla de oro en el Campeonato Europeo de Atletismo Sub-20 de 2019, en la prueba de lanzamiento de martillo.